# クロロピコン藻綱
クロロピコン藻綱 (クロロピコンそうこう) (学名：Chloropicophyceae) は、緑藻植物門に属する緑藻の1綱である。プラシノ藻と総称される緑藻植物の初期分岐群の１つであり、2019年現在、外洋のピコプランクトンである2属 (Chloroparvula, Chloropicon) が知られている。分子系統学的研究から認識されるようになり、その後、新たな綱として記載された。

## 特徴
細胞は非常に小さく直径 1.5–3 µm、球形。ふつう単細胞性だが、ときにパルメラ状の集隗 (共通の寒天質外被に包まれる) を形成する。細胞は細胞壁に囲まれる。葉緑体は1個、ピレノイドを欠く。カロテノイドとしてルテイン、ネオキサンチン、ビオラキサンチン、アンテラキサンチン、ゼアキサンチン、β-カロテン、α-カロテンをもつ。またアスタキサンチンを含み、特に強光下で多いことから、光防御のためであると考えらえている。多くの株はロロキサンチンを含むが、強光下では減少する。Chloropicon primus においてゲノム塩基配列が決定されており、ゲノムサイズは約 17 Mb (1 Mb = 百万塩基対)。また栄養細胞が複相であることが示唆されている。

## 生態
海に生育し、ピコプランクトン性。特に温帯から熱帯の中栄養域に多いことがある。表層域から水深 120 m まで報告がある。

## 系統と分類
分子系統解析から、緑藻植物門における初期分岐群の１つであることが認識されるようになった藻類群である。当初は未同定株や環境DNAしか知られておらず、prasinophyte clade VIIA および VIIB とよばれていた (それぞれ Chloropicon, Chloroparvula に相当する)。その後、形態観察を含めた研究が行われ、新綱が設立された。2019年現在、2属8種が知られる。
| クロロピコン藻綱の種までの分類体系 (2019年現在) - クロロピコン藻綱 Chloropicophyceae Lopes dos Santos & Eikrem in Lopes dos Santos et al., 2017 - クロロピコン目 Chloropicales Lopes dos Santos & Eikrem in Lopes dos Santos et al., 2017 - クロロピコン科 Chloropicaceae Lopes dos Santos & Eikrem in Lopes dos Santos et al., 2017 - クロロパルブラ属 Chloroparvula Lopes dos Santos, Noël & Eikrem in Lopes dos Santos et al., 2017 - Chloroparvula japonica Lopes dos Santos, Noël & Eikrem in Lopes dos Santos et al., 2017 - Chloroparvula pacifica Lopes dos Santos, Noël & Eikrem in Lopes dos Santos et al., 2017 - クロロピコン属 Chloropicon Lopes dos Santos & Eikrem in Lopes dos Santos et al., 2017 - Chloropicon laureae Lopes dos Santos & Eikrem in Lopes dos Santos et al., 2017 - Chloropicon mariensis Eikrem & Lopes dos Santos in Lopes dos Santos et al., 2017 - Chloropicon maureeniae Lopes dos Santos & Eikrem in Lopes dos Santos et al., 2017 - Chloropicon primus Lopes dos Santos & Eikrem in Lopes dos Santos et al., 2017 - Chloropicon roscoffensis Lopes dos Santos & Eikrem in Lopes dos Santos et al., 2017 - Chloropicon sieburthii Lopes dos Santos & Eikrem in Lopes dos Santos et al., 2017 |